# Lindneromyia curta
Lindneromyia curta är en tvåvingeart som beskrevs av Chandler 1994. Lindneromyia curta ingår i släktet Lindneromyia och familjen svampflugor. Inga underarter finns listade i Catalogue of Life.